# Масульо, Педро
Педро Марсело Масульо Писано (исп. Pedro Marcelo Mazullo Pizano; 15 февраля 1892, Роча, по другим данным Монтевидео — неизвестно), в некоторых источниках Педро Маззуло (порт.-браз. Pedro Mazzulo) или Педро Массуло (исп. Pedro Massulo), в клубе «Спорт Ресифи» его называли Мазулло II (порт.-браз. Mazullo II), чтобы не путать с однофамильцем — чилийский футболист, правый нападающий. После завершения игровой карьеры работал тренером.

## Карьера
Педро Масульо начал карьеру в молодёжном составе клуба «Насьональ» в 1910 году. 11 сентября того же года он дебютировал в основном составе команды в матче с клубом «Сентраль» (4:1). 2 апреля 1911 года Масульо забил первый мяч за «Насьональ» в товарищеской игре с тем же «Сентралем» (3:1). А 26 июня того же года забил в официальной встрече, поразив ворота «Либертада» (2:1). 7 апреля 1912 года Педро сыграл последнюю встречу за «Насьональ», в которой его клуб проиграл «Универсалю» со счётом 0:1. Всего в составе команды футболист провёл 33 матча и забил 5 голов, из которых 23 матча и 2 гола были официальными. В том же году Масульо перешёл в «Сентрал Уругвай Рейлвей Крикет Клуб», отыграв там до конца сезона. Любопытно, что форвард перешёл в стан команды-чемпиона 1911 года, покинув клуб, ставший чемпионом в 1912 году. Сам СУРКК в том сезоне остался на втором месте. В 1913 году Масульо стал игроком «Дефенсор Спортинга». Спустя три года он перешёл в «Сентраль», где провёл два сезона. В 1918 году Масульо уехал в Бразилию. Там он присоединился к клубу «Спорт Ресифи». А на следующий сезон уругваец оказался играющим главным тренером команды, став первым иностранным специалистом, возглавившим «Спорт». В 1920 году Масульо перешёл в «Америку» из Рио-де-Жанейро, за который забил один гол. А затем выступал за «Американо» из Кампус-дус-Гойтаказиса, где завершил игровую карьеру в 1923 году. Также он тренировал эту команду, а ещё возглавлял другой местный клуб — «Гойтаказ».
В 1933 году Масульо возглавил «Коринтианс», куда его лично пригласил президент команды Алфредо Шюриг. Он был нанят для формирования новой команды, сильно ослабленной уходом в 1931 году Армандо Дел Деббио, Де Марии, Фило, Туффи и Рато, с чем не справился предыдущий наставник клуба, Жозе де Карло. В первой же встрече с Масульо во главе «Коринтианс» проиграл «Палестре Италии» со счётом 1:5, что стало крупнейшем на тот момент поражением клуба на своём стадионе
Парке Сан-Жорже. А 5 ноября 1933 года состоялось ещё более крупное поражение: «Коринтианс» проиграл «Палестре» со счётом 0:8, что стало вообще крупнейшим поражением в истории команды. Это вызвало гнев болельщиков, которые ворвались в штаб-квартиру клуба и подожгли её. Испугавшись, Алфредо Шюриг спешно ушёл в отставку. Несмотря на это, Масульо остался на своём посту, а команда заняла четвёртое место, набрав лишь 15 очков из 38 возможных. Он руководил «Коринтиансом» ещё в нескольких матчах в 1934 году, после чего был уволен. Клуб в двух сезонах под его руководством провёл 30 матчей, выиграв в 17-ти, два сведя вничью и 11 проиграв, по другим данным 16 побед, две ничьи и 12 поражений. В том же сезоне Масульо стал главным тренером «Сантоса». С ним во главе команда провела 21 встречу, выиграв в восьми, четыре сведя вничью и девять проиграв.
В начале 1935 года Масульо отправился в Чили, став главным тренером клуба «Сантьяго Уондерерс». Проработав там менее полутора сезонов, он присоединился к другой местной команде — «Коло-Коло». 24 мая клуб провёл первый матч с ним во главе в котором сыграл вничью (3:3) с «Унион Эспаньолой». 4 октября того же года «Коло-Коло» обыграл «Сантьяго Морнинг» со счётом 3:1. Этот матч стал последним для Масульо во главе команды. Всего под его руководством «Коло-Коло» провёл 9 матчей, выиграв в трёх, два сведя вничью и четыре проиграв. В том же году уругваец был назначен главным тренером сборной Чили. Его дебютной игрой стал матч чемпионата Южной Америки с Аргентиной (1:2). Затем чилийцы проиграли и вторую встречу, уступив Бразилии со счётом 4:6. Лишь в третьем матче был обыгран Уругвай (3:0). На первенстве Чили заняла предпоследнее пятое место. Два года спустя Масульо вновь возглавлял сборную на южноамериканском первенстве. Там команда начала с поражения со счётом 1:5 от Парагвая, а закончила победой со счётом 4:1 над Эквадором. И вновь сборная осталась на пятом месте. 26 февраля 1939 года чилийцы провели последний матч с Масульо во главе, в котором победили Парагвай (4:2). Всего с уругвайским тренером чилийцы сыграли 10 встреч, победив в трёх, одну сведя вничью и шесть проиграв. Затем Педро работал с клубом
«Депортиво» из Винья-дель-Мар, тренировал сборную города Вальпараисо, названную сборная Портенья, команду Технического университета Федерико Санта-Мария и команду фирмы по производству цемента Melón.